# راسيل براندون
راسيل براندون (بالإنجليزية: Russ Brandon)‏ هو شخصية أعمال أمريكي، ولد في عقد 1960 في إيست سيراكيوز في الولايات المتحدة.